# Syngnathus caribbaeus
Syngnathus caribbaeus es una especie de pez de la familia Syngnathidae en el orden de los Syngnathiformes.

## Morfología
Los machos pueden alcanzar 22,5 cm de longitud total.

## Reproducción
Es ovovivíparo y el macho transporta los huevos en una bolsa ventral, la cual se encuentra debajo de la cola.

## Hábitat
Es un pez de mar y de clima tropical y asociado a los arrecifes de coral.

## Distribución geográfica
Se encuentra desde Belice hasta Surinam, incluyendo las Antillas.